# Acacia atomiphylla
Acacia atomiphylla é uma espécie de leguminosa do gênero Acacia, pertencente à família Fabaceae.